# GoFundMe
GoFundMe — платформа, яка допомагає людям організувати збір коштів, починаючи від подій, таких як святкування дня народження, до допомоги у боротьбі зі складними обставинами, такими як нещасні випадки та хвороби. З 2010 по 2017 рік понад 5 мільярдів доларів було зібрано за допомогою платформи, більш ніж двома мільйонами кампаній та 50 мільйонами донорів.

## Історія
Компанія була заснована в місті Сан-Дієго, Каліфорнія в травні 2010 року Бредом Дамфуссе та Ендрю Баллестером. Раніше, вони вдвох були засновниками вебсайту Paygr, який дозволяв користувачам продавати свої послуги. Перша версія нового проекту засновників, спочатку мала назву "CreateAFund" у 2008 році, але пізніше змінили ім'я на GoFundMe після численних оновлень функцій вебсайту.